# RCD Mallorca
Real Club Deportivo Mallorca, S.A.D. este un club de fotbal din Palma, Spania, care evoluează în prezent în La Liga.

## Lotul sezonului 2025-2026
La 13 august 2025.
| Nr. |                     | Poziție | Jucător                       |
| --- | ------------------- | ------- | ----------------------------- |
| 1   | Slovacia            | P       | Dominik Greif                 |
| 2   | Spania              | F       | Mateu Morey                   |
| 3   | Spania              | F       | Toni Lato                     |
| 5   | Guineea Ecuatorială | M       | Omar Mascarell                |
| 6   | Spania              | M       | Antonio Sánchez               |
| 7   | Kosovo              | A       | Vedat Muriqi                  |
| 8   | Spania              | M       | Manu Morlanes                 |
| 9   | Spania              | A       | Abdón Prats                   |
| 10  | Spania              | M       | Sergi Darder                  |
| 11  | Japonia             | A       | Takuma Asano                  |
| 12  | Portugalia          | M       | Samú Costa                    |
| 13  | Spania              | P       | Leo Román                     |
| 14  | Spania              | M       | Dani Rodríguez (vice-căpitan) |

| Nr. |          | Poziție | Jucător                                      |
| --- | -------- | ------- | -------------------------------------------- |
| 17  | Canada   | A       | Cyle Larin                                   |
| 19  | Spania   | A       | Javi Llabrés                                 |
| 20  | Spania   | M       | Pablo Torre                                  |
| 21  | Spania   | F       | Antonio Raíllo (căpitan)                     |
| 22  | Columbia | F       | Johan Mojica                                 |
| 23  | Spania   | F       | Pablo Maffeo                                 |
| 24  | Slovacia | F       | Martin Valjent (al 3-lea căpitan)            |
| 25  | Spania   | P       | Iván Cuéllar                                 |
| 31  | Finlanda | P       | Lucas Bergström                              |
| 32  | Spania   | F       | David López                                  |
| 33  | Columbia | A       | Daniel Luna                                  |
|     | Spania   | A       | Mateo Joseph (împrumutat de la Leeds United) |